# サヴォイア・マルケッティ S.62

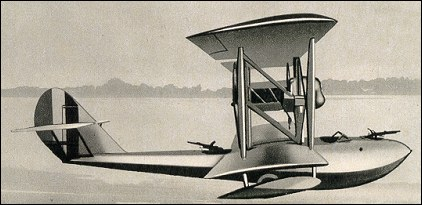
サヴォイア・マルケッティ S.62

サヴォイア・マルケッティ S.62 （Savoia Marchetti S.62）とは、1920年代中期のイタリアの哨戒飛行艇である。SIAI-マルケッティが開発した複葉の木製の飛行艇で、偵察用として用いられていた。

## 開発
S.62は、1925年に初飛行したS.59を発展させた飛行艇であった。イソッタ・フラスキーニ製アッソ（500 hp）エンジンを搭載した木製の複葉推進式単発機で、エンジンは上翼にぶら下げる配置であった。1926年に製造が開始された。アッソエンジンを換装して出力を強化したS.62bisも続いて開発された。

## 運用史
ソビエト連邦とスペインでライセンス生産され、1936年のスペイン内戦ではすでに旧式化していたものの双方の陣営によって使用された。イタリアでは、旧式化により後継のSM.78と交代されていった。
1932年、大日本帝国海軍によってイタリアから日本に1機のみ輸入された。この機体は長時間滞空可能な飛行艇として試用された後に日本航空輸送研究所に払い下げられ、貨客輸送のほか漁群探索、海難救助などの多用途に用いられた。当時の日本は民間航空の黎明期で、空港が整備されていなかったので島嶼地域の連絡用に飛行艇による輸送の可能性を切り開いた。

## 運用国
- イタリア
- 日本
- ルーマニア
- スペイン
- ソビエト連邦